# Урсула фон Золмс-Браунфелс (1535–1585)
Урсула фон Золмс-Браунфелс (на немски: Ursula von Solms-Braunfels; * 1535; † 21 януари 1585 в Келстербах) е графиня от Золмс-Браунфелс и чрез женитба графиня на Изенбург-Бюдинген-Ронебург в Келстербах.
Тя е най-голямата дъщеря на граф Филип фон Золмс-Браунфелс и съпругата му графиня Анна фон Текленбург († 1554), дъщеря на Ото VIII фон Текленбург и Ирмгард фон Ритберг..

## Фамилия
Урсула фон Золмс-Браунфелс се омъжва на 16 или 17 декември 1577 г. за граф Волфганг фон Изенбург-Ронебург-Бюдинген в Келстербах (* 12 юни 1533; † 20 декември 1597), син на граф Антон I фон Изенбург-Бюдинген-Ронебург в Келстербах († 1560) и първата му съпруга Елизабет фон Вид († 1542). Тя е втората му съпруга. Те нямат деца.
На 19 септември 1585 г. Волфганг се жени трети път във Вехтерсбах за графиня Урсула фон Глайхен-Рембда († 1625).